# Libanon-Eiche

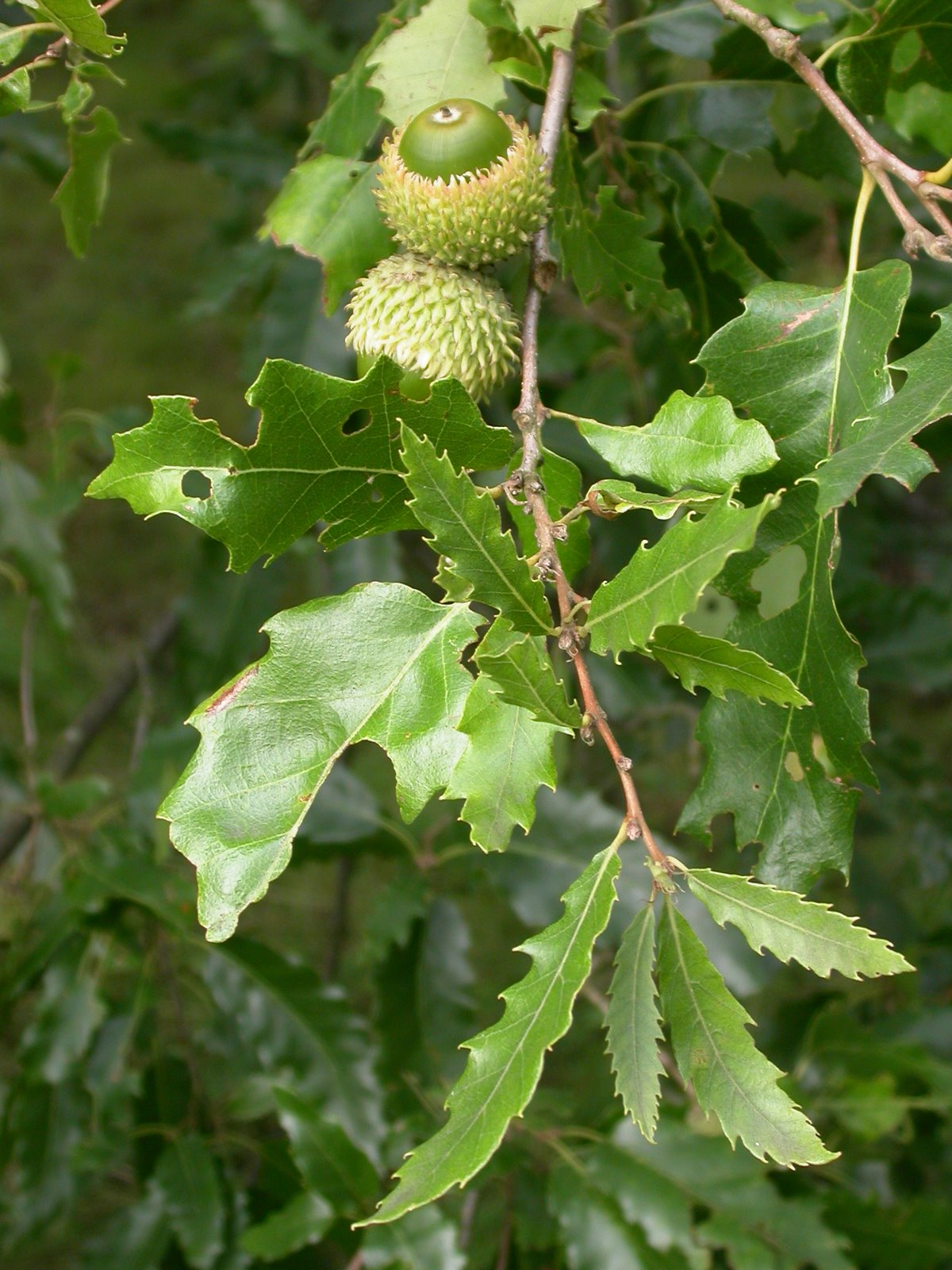
Blätter und junge Früchte

Die Libanon-Eiche (Quercus libani) ist eine Laubbaum-Art aus der Gattung der Eichen (Quercus) in der Familie der Buchengewächse.

## Beschreibung

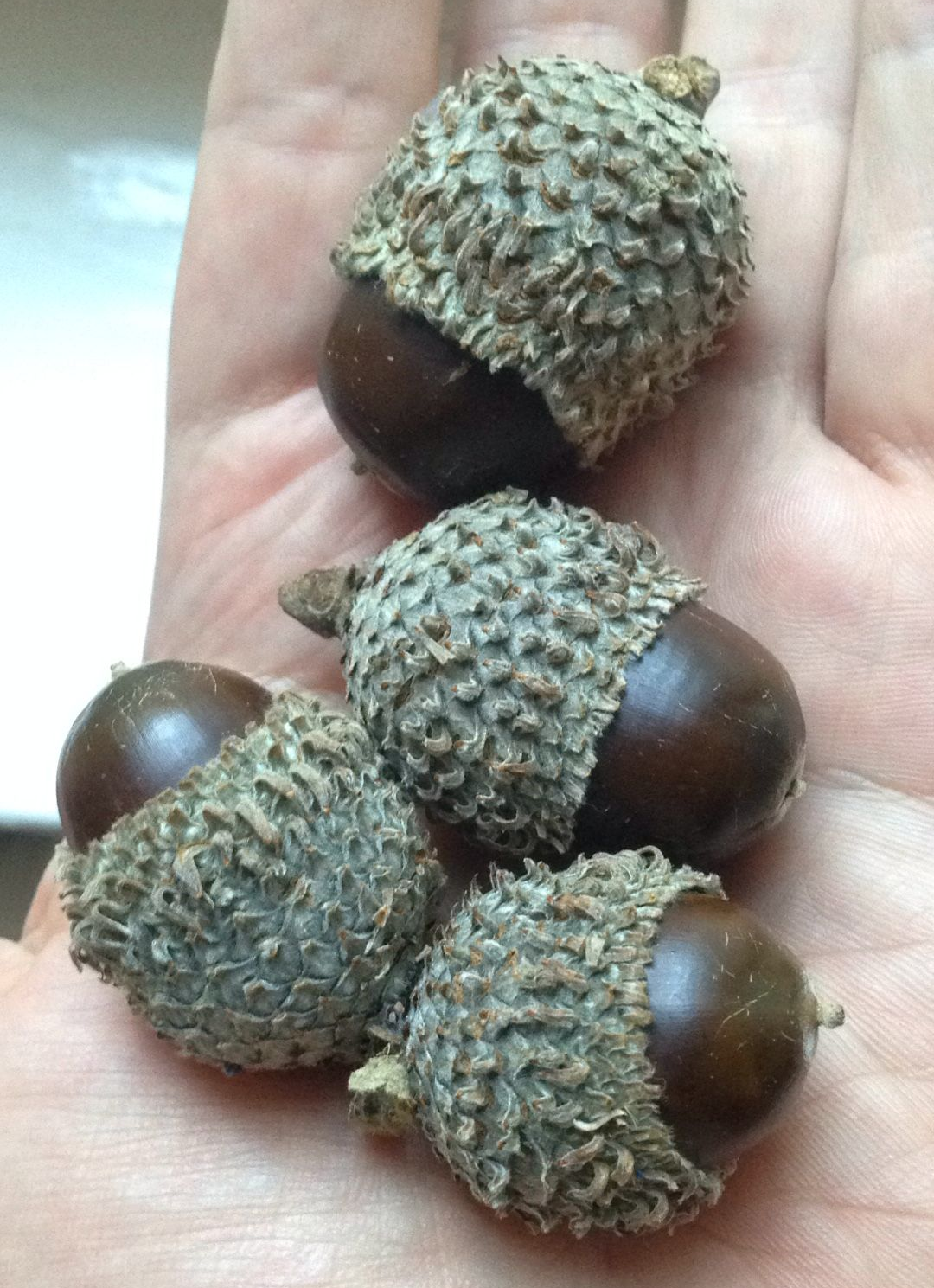
Eicheln der Libanon-Eiche

Die laubabwerfende bis halbimmergrüne Libanon-Eiche erreicht eine Wuchshöhe von etwa 20 Metern, selten bis über 25 Metern. Der Stammdurchmesser erreicht über 60 Zentimeter, selten bis über 1,3 Meter. Sie bildet eine offene, rundliche bis eiförmige Baumkrone. Die Rinde ist relativ glatt und braun-grau mit orangen Rissen bis gräulich-braun und rissig bis feinfurchig. Die Zweige sind olivbraun, die Knospen orangebraun. 
Die wechselständigen und kurz gestielten Laubblätter sind eiförmig, -lanzettlich bis verkehrt-eiförmig, -eilanzettlich geformt. Sie sind leicht ledrig, meist spitz bis zugespitzt, stachelspitzig, 10 bis 12 cm lang und etwa bis 3,5 cm breit, sie haben 10 bis 12 Nervenpaare und sind meist gröber bis feiner, teils geschweift, stachel- bis grannenspitzig gesägt. Die Basis ist abgerundet bis leicht herzförmig oder spitz. Die unterseits helleren und verkahlenden Blätter sind auf der Oberseite glänzend dunkelgrün.
Die gestutzten bis abgerundeten, eiförmigen Eicheln sitzen auf einem dicken, kurzen Stiel und sie sind etwa 2–3 cm lang. Sie sind etwa zu 2/3 vom Fruchtbecher mit fein behaarten Schuppen umgeben.

## Verbreitung
Die Libanon-Eiche ist in Syrien und Kleinasien beheimatet. In Mitteleuropa ist sie nur selten in botanischen Sammlungen (Arboretum) zu sehen, etwa im Botanischen Garten von Halle oder im Tertiärwald des Cottbusser Spreeauenparks.

## Systematik
Die Erstbeschreibung durch den französischen Zoologen Guillaume Antoine Olivier ist 1801 veröffentlicht worden. Stellenweise kommt es in der Türkei zu einem natürlichen Hybriden mit der Zerr-Eiche, genannt Quercus ×libanerris.